# Karin Krebs
Karin Krebs, nata Burneleit (Gumbinnen, 18 agosto 1943), è un'ex mezzofondista tedesca.

## Palmarès

### Europei
- 1 medaglia:
  - 1 oro (Helsinki 1971 nei 1500 m piani)

### Europei indoor
- 2 medaglie:
  - 1 oro (Madrid 1968 negli 800 m piani)
  - 1 argento (Göteborg 1974 nei 1500 m piani)

## Altre competizioni internazionali
1973
- Coppa Europa di atletica leggera ( Edimburgo)
- Argento in Coppa Europa ( Edimburgo), 1500 m piani - 4'09"37